# Leptadenia reticulata
Leptadenia reticulata (Лептадения сетчатая) — вид растений рода Лептадения (лат. Leptadenia) подсемейства Ластовневые (Asclepiadaceae).

## Ареал и местообитание
Вид произрастает в предгорьях Гималаев до высоты 900 м в Индии, а также встречается на Маврикии, Мадагаскаре, Шри-Ланке и в Бирме.

## Применение в аюрведе
Растение используется как компонент лекарственных составов в аюрведической медицине, где известно под названием дживанти. Применяется в таких лекарственных средствах, как chywanprash, speman и других. Содержит такие вещества, как лептаденол, лептидин бета-ситостерол, бета-амирин ацетат. Аюрведический препарат лептаден, применяемый, в частности, для увеличения лактации, создан на основе смеси лептадении сетчатой и брейнии (лат. breynia patens).

## Синонимика
- Cynanchum reticulatum Retz. (базионим)[4]